# کامادا
کامادا (انگلیسی: Kamada) شرکت داروسازی اسرائیلی است، که در سال ۱۹۹۰ تأسیس شد.